# 全友電腦
全友電腦股份有限公司（英語：Microtek International,Inc.），簡稱全友電腦，是一家台灣專攻影像掃描技術的研發公司，於1980年12月在新竹科學園區設立。全友電腦於1984年推出全球第一台黑白影像掃描器，1988年股票上市，股票代碼為 2305。全友電腦自2000年後轉型將影像應用延伸至不同產業，包括工業製造、生物及數位典藏等，總公司位於新竹，並在台北設有分公司。